# Melegnano
Melegnano é uma comuna italiana da região da Lombardia, província de Milão, com cerca de 15.709 habitantes. Estende-se por uma área de 4 km², tendo uma densidade populacional de 3927 hab/km².
Faz fronteira com San Giuliano Milanese, Colturano, Vizzolo Predabissi, Carpiano, Cerro al Lambro e fica a doze quilômetros ao sul de Milão.
A comuna é conhecida pela famosíssima Batalha de Marignano (Maringnano era seu antigo nome).

## Demografia
| Variação demográfica do município entre 1861 e 2011                               |
|                                                                                   |
| Fonte: Istituto Nazionale di Statistica (ISTAT) - Elaboração gráfica da Wikipedia |